# Скерцо (мультфильм)
«Скерцо» (белор. Скерца) — короткометражный мультфильм для взрослых, выпущенный в 1994 году киностудией Беларусьфильм.

## Сюжет
В доме-музее Щукина.
Приходит в дом женщина, наливает чайник, ставит на плиту и закуривает… Когда она выходит из комнаты, начинают жить очки, ползают, видят хозяина, испугавшись падают и разбиваются. На фоне темы «Утро туманное…» проходят фото из прошлой жизни… Очки разбились — за ними приходил дух хозяина…

## Художественные особенности
Игровое изображение оригинально связано с мультипликацией.

## Съёмочная группа
| Режиссёр-постановщик | Игорь Волчек   |
| Автор сценария       | Игорь Волчек   |
| Оператор-постановщик | Сергей Зубиков |
| Звукорежиссёр        | Сергей Чупров  |
| Композитор           | Андрей Леденёв |

## Награды
- 1994 — Международный кинофестиваль «Золотой Витязь»: приз «Золотой витязь»